# Coro Croz Corona
Il coro Croz Corona è un coro maschile che esegue un repertorio di canto popolare e di montagna.

## Storia
È un coro trentino, composto da elementi provenienti da varie località: Val di Non, Piana Rotaliana e Valle dell'Adige.
Il coro è stato fondato da un gruppo di amici della bassa Val di Non amanti del canto di montagna ed ha avuto come primo presidente Davide Iob.
Il coro, avvalendosi di qualificati collaboratori, da anni propone quasi esclusivamente canti nuovi e inediti sia per le parole sia per la musica, con una proiezione tra la tradizione e l'innovazione, in una visione mitteleuropea del canto popolare.
Tra i principali musicisti, compositori, parolieri e collaboratori del coro Croz Corona, si ricordano: Camillo Moser, Italo Varner, Terenzio Zardini, Giuseppe Solera, Giorgio Moroder, Mauro Neri, Mario Lanaro, Andrea Chini, Pergiorgio Rauzi, Riccardo Giavina, Maria Serena Tait, Fausto Fulgoni, Ekkehard Bhomer, Teddy Dorfuber.
Il coro è diretto dal maestro Giovanni Mariotti.

## Attività concertistica
Il coro ha tenuto centinaia di concerti in Italia e all'estero in prestigiosi palcoscenici come il Teatro Parioli e l'Accademia nazionale di Santa Cecilia di Roma, il Teatro Dal Verme, il Conservatorio Giuseppe Verdi di Milano, il Deutsches Museum, il Prinzregententheater, lo Stadio Olimpico di Monaco di Baviera, il teatro Maestri Cantori di Norimberga, ecc.
Ha preso parte a qualificati eventi nazionali ed internazionali:
- Biennale di Venezia;
- Zukunftsmusik Festival Stuttgart;
- Operadhoy Festival Madrid;
- Trento Film Festival;
- Festival dell'Economia - Trento;
- I Suoni delle Dolomiti[3]
- La montagna canta - Roma, Milano, Monaco;
- Trentino da leggenda - Italia, Germania;
- 5º World Symposium del canto corale - Rotterdam, Paesi Bassi;
- Symposium trentino-scozzese - Edimburgo/Glasgow/Scozia;
- Vinum Bonum - Trentino;
- VinArt - Trento;
- Mostra Vini del Trentino - Trento;
- Congresso S.A.T. - Trentino;
- Montagna, arte, scienza, mito - Rovereto;
- Conferenza mondiale allevatori razza bruna - Verona.

Interprete di spettacoli musical-teatrali:
- La leggenda dei rododendri;
- Un Castello... la Tua Storia;
- Rusticus;
- Il Gridario

Ospite in oltre 100 registrazioni televisive su reti nazionali italiane ed europee: RAI, Mediaset, ARD, ZDF, ORF, Sat 1, RTL Television, SD.
È stato ospite di Mike Bongiorno in diverse edizioni di programmi a quiz (Superflash, Pentathlon, Telemike e La ruota della fortuna) e di Maurizio Costanzo nel Maurizio Costanzo Show.
Inviti ricorrenti nei programmi televisivi tedeschi:
- Super Hitparade der Volksmusik
- Wunschkonzert
- Goldene Hitparade
- Superwunschkonzert der Volksmusik
- Heimatmelodie
- Volkstümliche Hitparade[4]
- Grand Prix der Volksmusik

Interprete dello speciale TV "Chöre der Berge - Coro Croz Corona" video di 30',  ambientato nel trentino e trasmesso dalla TV tedesca ARD.
Vincitore nel 1999 con il brano «Cuore di Montagna» interpretato con il cantante folk altoatesino Oswald Sattler, al Grand Prix der Volksmusik, il Volkstümliche Hitparade organizzato dalla rete televisiva tedesca ZDF.
Interprete del brano «Miss You Nights» con Cliff Richard nel programma TV ARD "Wunschkonzert", Gran Galà organizzato per i festeggiamenti dei 2000 anni della città di Bonn.

## Discografia
- 1975 "Coro Croz Corona” 14 Titoli - Polygram Musik Hamburg
- 1979 "Lieder aus den Bergen” 14 Titoli - CBS
- 1980 "La Montanara” 2 Titoli - Ariola Montana
- 1985 "Camillo Moser” 7 Titoli - Leone Rampante
- 1988 "A Betlemme suonatori!” 15 Titoli - Elledici Leumann Torino
- 1988 "Engel der Berge“ 16 Titoli - Intercord Münchner
- 1988 "Stille Nacht, Heilige Nacht“ 14 Titoli - Intercord Münchner
- 1994 "Engel der Berge“ 2ª edizione, 16 Titoli - VM-Records
- 1996 "Engel der Berge“ 3ª edizione, 16 Titoli - Polydor Regords GmbH
- 1996 "Montanara Hallelujah” 17 Titoli - Polydor Regords GmbH Hamburg
- 1997 "Stille Nacht, Heilige Nacht“ 2ª edizione, 14 Titoli - TYROStar
- 1999 "La Montanara“ (Engel der Berge) 4ª edizione, 16 Titoli - TYROStar
- 2000 "Donna Kelina e Cianbolpin” 7 Titoli - Suoni delle Dolomiti - Trentino S.p.A.
- 2001 "Sagen und Legenden aus dem Trentino“ 10 Titoli - Koch Universal Music
- 2002 "Alpini italiani Alpini nel mondo” 4 Titoli - Fonola
- 2002 "La montagna canta” 5 Titoli - Giorgio Moroder/Giuseppe Solera - A.P.T. Trentino
- 2003 "Engel der Berge“ 16 Titoli, 5ª edizione - MCP
- 2007 "Stille Nacht, Heilige Nacht“ 3ª edizione, 14 Titoli- Bell Records
- 2008 "Diamanten der Volksmusik" (Engel der Berge) 6ª edizione, 16 Titoli - Euro Trend
- 2008 "Im Krug zum grünen Kranze" Volkstümliche Stars laden ein!, 4 titoli - Selezione (Reader's Digest)
- 2009 "Tornerò" 15 Titoli - Alle Lieder: Readers Digest/Plektron/Sole Mio MV -  Plektron
- 2010 "Ninna Nanna Marmolèda" 22 Titoli - Egon[5]
- 2011 "Andreas Barbòn“ 9 Titoli - Coro Croz Corona
- 2011 "Il regalo di Natale“ 21 Titoli - Plektron Music
- 2015 "L'armonica d'argento“ 6 Titoli - Registrazione: Mastermix Studio GmbH, Monaco di Baviera - Produzione: Coro Croz Corona

### Collaborazioni discografiche
- 1989 "Miss You Nights" Cliff Richard & Coro Croz Corona
- 1999 "Cuore di Montagna" Oswald Sattler & Coro Croz Corona - Koch Universal Music
- 2004 "Figlio Del Ciel" e "Stille Nacht, Heilige Nacht" Oswald Sattler & Coro Croz Corona - Koch Universal Music]
- 2007 "La montanara" Stefanie Hertel & Coro Croz Corona

## Videografia
- 1988 "Coro Croz Corona", regia di Ekkehard Bhomer, ARD
- 1993 "Bolentina, un paese amato dal sole", regia Piergiorgio Rauzi, Festival internazionale film della montagna di Trento.
- 1997 "Natale con il coro Croz Corona", regia Maria Serena Tait, Rai 3
- 2006 "Un castello...La tua storia", regia Maria Serena Tait, Rai 3

## Onorificenze
- 1990 Ambrogino d'oro - Medaglia d'oro conferita dal comune di Milano.